# 塞舌爾蝸牛
塞舌爾蝸牛（學名：Pachnodus velutinus）是一種霜纳螺科霜纳螺属:229的肺螺類蝸牛。它們是塞舌爾的特有種，但已經滅絕。